# Алиев, Бахман Исрафил оглы
Бахман Исрафил оглы Алиев (31 декабря 1934, Баку — 24 декабря 1993, там же) — советский и азербайджанский режиссёр, художник-постановщик, художник-мультипликатор и сценарист мультипликационных фильмов.

## Биография
Родился 10 января 1934 года или 31 декабря 1934 года в Баку.
В 1956 году закончил обучение в Государственном художественном училище имени Азима Азимзаде (Баку).
В 1959 завершил обучение на курсах художников-мультипликаторов при киностудии «Союзмультфильм».
В 1959—1961 годах работал художником-мультипликатором «Союзмультфильма».
В 1961 году Адиль Искендеров пригласил Бахмана Алиева работать на киностудию «Азербайджанфильм».
В 1961—1993 годах работал художником-мультипликатором и режиссёром на киностудии «Азербайджанфильм». Помимо непосредственно мультипликационных, работал и с научно-популярными и с документальными фильмами.
С 1965 года преподавал на курсах художников-мультипликаторов при киностудии «Азербайджанфильм».
Умер в 1993 году 24 декабря.
В Центральном государственном архиве литературы и искусства Азербайджанской Республики хранится личный фонд Бахмана Алиева.

## Фильмография
Художник-мультипликатор студии «Союзмультфильм»
| Год  | Название мультфильма   |
| ---- | ---------------------- |
| 1959 | «День рождения»        |
| 1959 | «Приключения Буратино» |
| 1959 | «Скоро будет дождь»    |
| 1960 | «Мурзилка и великан»   |
| 1961 | «Большие неприятности» |
| 1961 | «Наш доктор»           |

Мультипликационные фильмы студии «Азербайджанфильм»
| Год  | Название мультфильма                                       | Роль                                         |
| ---- | ---------------------------------------------------------- | -------------------------------------------- |
| 1969 | «Джиртдан»                                                 | Художник-мультипликатор                      |
| 1970 | «Лев и два быка»                                           | Художник-постановщик                         |
| 1970 | «Медведь и мышь»                                           | Художник-постановщик                         |
| 1970 | «Фитне»                                                    | Художник-мультипликатор                      |
| 1971 | «Паломничество лиса»                                       | Режиссёр, художник-постановщик               |
| 1972 | «Сделает ли Гозбели могилу?» (в киножурнале «Мозалан» № 6) | Художник-мультипликатор                      |
| 1974 | «Новые приключения Джиртдана»                              | Режиссёр, художник-постановщик               |
| 1974 | «Прекрасная царевна Нефть»                                 | Режиссёр, художник-постановщик               |
| 1976 | «Шах и слуга»                                              | Режиссёр, художник-постановщик               |
| 1977 | «Топлан и тень»                                            | Художник-постановщик                         |
| 1978 | «Позднее раскаяние»                                        | Художник-постановщик                         |
| 1979 | «Торал и Зари»                                             | Художник-мультипликатор                      |
| 1980 | «Человек приходит в лес»                                   | Художник-мультипликатор                      |
| 1980 | «Цыплята»                                                  | Художник-мультипликатор                      |
| 1981 | «Про Джиртдана-великана»                                   | Режиссёр                                     |
| 1982 | «Мальчик и ветер»                                          | Художник-мультипликатор                      |
| 1982 | «Ты такой хитрый»                                          | Художник-мультипликатор                      |
| 1983 | «Джиртдан и див»                                           | Режиссёр, художник-мультипликатор            |
| 1983 | «Летающий жираф»                                           | Художник-мультипликатор                      |
| 1984 | «Недраконистый дракон»                                     | Художник-мультипликатор                      |
| 1984 | «Преследование»                                            | Художник-мультипликатор                      |
| 1984 | «Спать пора»                                               | Художник-мультипликатор                      |
| 1985 | «И увидела Умай сон»                                       | Художник-мультипликатор                      |
| 1985 | «Из дневников Ийона Тихого. Путешествие на Интеропию»      | Художник-мультипликатор                      |
| 1985 | «Маленький пастух»                                         | Художник-мультипликатор                      |
| 1986 | «Домик на поляне»                                          | Художник-мультипликатор                      |
| 1987 | «Хвастливый слонёнок»                                      | Художник-мультипликатор                      |
| 1988 | «Без чувства меры»                                         | Художник-мультипликатор                      |
| 1989 | «Весенние забавы»                                          | Художник-мультипликатор                      |
| 1989 | «Гаравелли»                                                | Художник-мультипликатор                      |
| 1989 | «Семь лепестков хризантемы»                                | Художник-мультипликатор                      |
| 1989 | «Сказка гранатового дерева»                                | Художник-мультипликатор                      |
| 1990 | «Зеркало»                                                  | Художник-мультипликатор                      |
| 1990 | «Легенда о Секреке»                                        | Художник-мультипликатор                      |
| 1991 | «Пастух-обманщик»                                          | Режиссёр, сценарист, художник-мультипликатор |
| 1992 | «Гаравелли-2»                                              | Художник-мультипликатор                      |
| 1992 | «Морское путешествие»                                      | Художник-мультипликатор                      |
| 1992 | «Надежда»                                                  | Художник-мультипликатор                      |
| 1993 | «Канализация»                                              | Художник-мультипликатор                      |

Художник-мультипликатор документальных и научно-популярных фильмов киностудии «Азербайджанфильм»
| Год  | Название фильма                                           |
| ---- | --------------------------------------------------------- |
| 1962 | «Безбарабанные насосы в нефтяной промышленности»          |
| 1962 | «Сабир»                                                   |
| 1964 | «Тушение пожаров на нефтяных и газовых месторождениях»    |
| 1964 | «Школа Сардара Имралиева»                                 |
| 1965 | «Большая дыня»                                            |
| 1965 | «Выращивание высококачественного хлопка-сырца»            |
| 1965 | «Техническая безопасность при ремонте судов»              |
| 1966 | «„Кероглу“ в море»                                        |
| 1966 | «Он должен уйти»                                          |
| 1966 | «Разведение буйволов»                                     |
| 1967 | «Пресс-машина „Бакылы“»                                   |
| 1967 | «Пути оптимального проектирования химических производств» |

## Рецензии, отзывы, критика
Именно преподаватели курсов художников-мультипликаторов при киностудии «Азербайджанфильм» Бахман Алиев, Аганаги Ахундов и Назим Мамедов создали первые мультипликационные фильмы этой студии и воспитали несколько поколений азербайджанских мультипликаторов.
Весом вклад Бахмана Алиева, как преподавателя курсов художников-мультипликаторов при киностудии «Азербайджанфильм», в становление и формирование художников мультипликации Азербайджана.